# 제임스 플러빈
제임스 플레이빈(James Flavin, 영어 발음: /ˈfleɪvɪn/, 1906년 5월 14일 ~ 1976년 4월 23일)은 미국의 배우이다.

## 출연 작품
- 맨발의 경영자 (1971년)
- 인 콜드 블러드 (1967년)
- 굿 타임스 (1967년)
- 매드 매드 대소동 (1963년)
- 미스터 에드 (1961년)
- 추격 (1959년)
- 독수리의 날개 (1957년)
- 와일드 이즈 더 윈드 (1957년)
- 프란시스 인 더 헌티드 하우스 (1956년)
- 프란시스 커버 더 빅 타운 (1953년)
- 에디 캔터 스토리 (1953년)
- 점핑 잭스 (1952년)
- 캐리 (1952년)
- 백만달러 인어 (1952년)
- 오 헨리 단편집 (1952년)
- 세일러 비워 (1952년) - 페티 오피서 역
- 컴 필 더 컵 (1951년)
- 장갑차 강탈 (1950년)
- 마이 프렌드 어머 고즈 웨스트 (1950년)
- 마이 드림 이즈 유어스 (1949년)
- 마이티 조 영 (1949년)
- 애보트와 코스텔로 3 (1949년)
- 원 터치 오브 비너스 (1948년)
- 악몽의 골목 (1947년)
- 마이 페이버릿 브뤼넷 (1947년)
- 더 패블러스 도르시스 (1947년)
- 5번가에서 생긴 일 (1947년)
- 크로크 앤 대거 (1946년)
- 더 미싱 레이디 (1946년)
- 래시의 용기 (1946년)
- 이지 투 웨드 (1946년)
- 스톨렌 라이프 (1946년)
- 마사 아이버스의 위험한 사랑 (1946년)
- 샌 안토니오 (1945년)
- 닻을 올리고 (1945년)
- 밀드레드 피어스 (1945년)
- 헐리우드 캔틴 (1944년)
- 히어 컴 더 웨이브스 (1944년)
- 포 질스 인 어 지프 (1944년)
- 윙클씨 전쟁에 가다 (1944년)
- 로라 (1944년) - 매카비티 역
- 콜벳 K-225 (1943년)
- 천국은 기다려준다 (1943년)
- 탱크 유어 럭키 스타스 (1943년)
- 아이 두드 잇 (1943년)
- 헬로우 프리스코, 헬로우 (1943년)
- 에어 포스 (1943년)
- 리비아 상륙작전 (1942년)
- 브로드웨이 (1942년)
- 아이슬란드 (1942년)
- 웨스트 포인트에서 온 열 명의 신사 (1942년)
- 성조기의 행진 (1942년)
- 철완 짐 (1942년)
- 캐슬린 (1941년)
- 라이프 비긴즈 포 앤디 하디 (1941년)
- 써니 (1941년)
- 벅 프라이빗 (1941년)
- 맨파워 (1941년)
- 하이 시에라 (1941년)
- 미인극장 (1941년)
- 캐슬 온 더 허드슨 (1940년)
- 리듬 온 더 리버 (1940년)
- 브로드웨이 멜로디 오브 1940 (1940년)
- 머나먼 항해 (1940년)
- 분노의 포도 (1940년)
- 레이디스 프럼 켄터키 (1939년)
- 로즈 오브 워싱턴 스퀘어 (1939년)
- 더 아시스 폴리스 오브 1939 (1939년)
- 무법자 제시 제임스 (1939년)
- 포효하는 20년대 (1939년)
- 스윗하츠 (1938년)
- 쓰루브레드 돈 크라이 (1937년)
- 본 투 댄스 (1936년)
- 마이 맨 갓프리 (1936년)
- 꼬마 반항아 (1935년)
- 쉽메이트 포에버 (1935년)
- 베이이 테이크 어 보우 (1934년)
- 브라이트 아이즈 (1934년)
- 킹콩 (1933년)
- 위험한 게임 (1932년)

### 텔레비전
- 비밀지령 (1968년)
- 샤이안 (1964년)